# Ben-Hur (film din 2016)
Ben-Hur este un film epic istoric american din 2016 regizat de Timur Bekmambetov. Rolurile principale sunt interpretate de actorii Jack Huston, Morgan Freeman, Toby Kebbell, Nazanin Boniadi și Rodrigo Santoro. Este o ecranizare a romanului lui Lew Wallace, „Ben-Hur: A Tale of the Christ” („Ben-Hur: O poveste despre Hristos”, apărut în 1880). Premiera filmului a avut loc la 9 august 2016 în Mexico City și la 19 august 2016 în SUA. Este produs de Metro-Goldwyn-Mayer și distribuit de Paramount Pictures.

## Prezentare
Un nobil, Judah Ben-Hur (Jack Huston), este acuzat pe nedrept de o tentativă de asasinat de către prietenul său din copilărie Messala (Toby Kebbell).  El supraviețuiește ani de sclavie sub stăpânirea romană și încearcă să se răzbune.

## Distribuție
- Jack Huston ca Judah Ben-Hur[3]
- Morgan Freeman ca Sheik Ilderim[4]
- Toby Kebbell ca Messala[5]
- Nazanin Boniadi ca Esther[6]
- Rodrigo Santoro ca Iisus Hristos[7]
- Sofia Black D'Elia ca Tirzah[8]
- Ayelet Zurer ca Naomi[9]
- Moisés Arias ca Gestas[10]
- Pilou Asbæk ca Pontius Pilate[11]

- Marwan Kenzari ca Druses[12]
- Edoardo Purgatori ca  Sclav furios[13]
- Haluk Bilginer ca Simonides